# Repubblica delle Molucche del Sud
La Repubblica delle Molucche del Sud (Republik Maluku Selatan) fu uno Stato non riconosciuto creato nell'arcipelago indonesiano delle Molucche. Ancora oggi la Repubblica delle Molucche del Sud esiste come governo in esilio, membro dell'Organizzazione delle nazioni e dei popoli non rappresentati.

## Storia

### Conquista europea delle Molucche meridionali
Le Molucche erano parte delle Indie orientali olandesi quando i rivoluzionari indonesiani proclamarono la Repubblica di Indonesia. I Paesi Bassi riconobbero l'indipendenza dell'Indonesia come una federazione di stati autonomi, uno dei quali erano le Molucche meridionali.
Il 25 aprile 1950 alcuni rivoltosi proclamarono l'indipendenza della "Repubblica delle Molucche del Sud" dagli Stati Uniti d'Indonesia. Il 5 novembre 1950 le forze militari indonesiane conquistarono la capitale Ambon ed il 2 dicembre 1963 ristabilirono la situazione precedente. Il 12 aprile 1966 i ribelli sconfitti auto-proclamarono nei Paesi Bassi un “governo in esilio” che si rese responsabile di svariati attacchi terroristici in Indonesia, l'ultimo dei quali risale al 1978.